# Hrabstwo Tipton (Indiana)
Hrabstwo Tipton (ang. Tipton County) – hrabstwo w stanie Indiana w Stanach Zjednoczonych. Obszar całkowity hrabstwa obejmuje powierzchnię 260,57 mil2 (674,87 km²). Według danych z 2010 r. hrabstwo miało 15 936 mieszkańców. Hrabstwo powstało w 1844 roku i nosi imię Johna Tiptona – senatora stanu Indiana.

## Sąsiednie hrabstwa
- Hrabstwo Howard (północ)
- Hrabstwo Grant (północny wschód)
- Hrabstwo Madison (wschód)
- Hrabstwo Hamilton (południe)
- Hrabstwo Clinton (zachód)

## Miasta
- Elwood
- Kempton
- Sharpsville
- Tipton
- Windfall